# North American Transportation Statistics Interchange

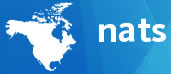
The North American Transportation Statistics (NATS) Interchange

Le North American Transportation Statistics Interchange (littéralement « Groupe d'échange des statistiques des transports en Amérique du Nord »), fondé en 1991, est une tribune trilatérale composée de représentants d’organismes de transport et d’organismes chargés des statistiques des États-Unis, du Canada et du Mexique. 
Le Groupe d'échange a pour but le partage d’information sur la collecte, l’analyse et la publication des données sur le transport, l’amélioration de la comparabilité des programmes de données des trois pays et la publication de statistiques nord-américaines sur le transport. Pour atteindre ces objectifs, les représentants se réunissent chaque année lors de réunions qui se tiennent tour à tour au Canada, au Mexique et aux États-Unis. 
Les organismes participants comprennent : 
- Le Bureau du recensement des États-Unis « U.S. Census Bureau » et le département des Transports des États-Unis « U.S. Department of Transportation » aux États-Unis
- StatCan et Transports Canada au Canada
- Le Secrétariat aux Communications et aux Transports « Secretariat of Communications and Transportation » (http://www.sct.gob.mx), l’Institut mexicain des transports « Instituto Mexicano de Transporte »,(http://www.imt.mx) et l’Institut national de la statistique et de la géographie « Instituto Nacional de Estadística y Geografía » au Mexique

## Base de données en direct sur les statistiques de transport en Amérique du Nord
La base de données en direct sur les statistiques de transport en Amérique du Nord est produite par le Groupe d'échange des statistiques des transports en Amérique du Nord.  Les publications du Groupe d'échange sont disponibles à l’adresse suivante : http://nats.sct.gob.mx/fr/